# Monasterium
Monasterium (Abkürzung mom) ist das weltweit größte virtuelle Archiv für historische europäische Urkunden. Ein Konsortium von mehr als 160 Institutionen aus über 30 Staaten stellt unter der Webadresse www.monasterium.net Scans von über 650.000 (Stand 4. November 2019) europäischen mittelalterlichen und neuzeitlichen Urkunden den Forschern und der Öffentlichkeit zur Verfügung.

## Ursprung und Entwicklung
Das Projekt nahm seinen Ausgang im Diözesanarchiv St. Pölten in Niederösterreich. Niederösterreich ist sehr reich an Klöstern, wobei es eine Besonderheit ist, dass diese seit ihrer Gründung im hohen Mittelalter ununterbrochen bestehen und damit auch eine ungebrochene Archivtradition vor Ort aufweisen können. Diese Klöster bewahren neben der eigenen Geschichte einen Großteil der mittelalterlichen und frühneuzeitlichen Überlieferung zur Geschichte dieses Landes.
Die historische Qualität der Urkunden und des technischen Angebotes führte zu großem Interesse und hoher Nachfrage und legten den Gedanken nahe, in die Datenbank nicht nur Urkunden aus weiteren Diözesen aufzunehmen, sondern das Projekt auch über die Grenzen von Österreich auszuweiten.
Die Bedeutung der Urkunden nicht nur für die Kirchengeschichte, sondern die Landesgeschichte führte dazu, dass die Beschränkung auf geistliche Urkunden aufgegeben wurde. Monasterium wurde trotz seines Namens ein virtuelles Archiv für alle Arten mittelalterlicher und frühneuzeitlicher Urkunden.
Institutionell unterstützt wurde das Projekt zunächst außer durch die sich beteiligenden Archive vom österreichischen Bundesministerium für Unterricht, Kunst und Kultur. 2006 wurde ein Memorandum als Grundlage für die Kooperation und Ausweitung veröffentlicht. 2007 wurde der Plan gefasst, die europäische Zusammenarbeit über ein zu gründendes International Centre for Archival Research (ICARUS) zu organisieren.
Dem Verein ist es gelungen, mit zugänglichen 636.658 (Stand 11. März 2018) mittelalterlichen und frühneuzeitlichen Urkunden aus 170 (Stand 11. März 2018) verschiedenen beitragenden Einrichtungen diese Gattung umfassender zu erschließen als jede andere historische Quellengattung.

## Aktuelle Lage
Monasterium finanziert sich zu einem großen Teil über die Teilnahme an zahlreichen internationalen Projekten, unter Nutzung der einschlägigen Fördertöpfe der Europäischen Union mit ihren Programmen Culture 2000, Intereg III  und Creative Europe. Teilbereiche werden auch von der Deutschen Forschungsgemeinschaft und dem Fonds zur Förderung der wissenschaftlichen Forschung unterstützt; auch die beteiligten Archive leisten einen Beitrag zur Bereitstellung ihrer Urkundenbestände.

## Ausgewählte Träger im Netzwerk ICARUS

### Österreich
- Archiv der Erzdiözese Salzburg
- Archiv der Landeshauptstadt Bregenz (ALB)
- Archiv des Benediktinerstiftes Kremsmünster
- Archiv der Universität Wien
- Deutsch‐Ordens Zentralarchiv
- Diözesanarchiv St. Pölten
- European Research Centre for Book and Paper Conservation‐Restoration
- Gemeindearchiv Pupping
- Institut für jüdische Geschichte Österreichs
- Institut für Österreichische Geschichtsforschung
- Klosterarchiv Pupping
- Mittelhochdeutsche Begriffsdatenbank, Univ. Salzburg
- Niederösterreichisches Landesarchiv
- Oberösterreichisches Landesarchiv
- Österreichisches Staatsarchiv
- Salzburger Landesarchiv
- Stadtarchiv Dornbirn
- Steiermärkisches Landesarchiv
- Vorarlberger Landesarchiv
- AO Österreichisches Archäologisches Institut
- Zentrum für Informationsmodellierung in den Geisteswissenschaften (ZIM:IG) an der Karl‐Franzens‐Universität Graz

### Deutschland
- Archiv des Bistums Augsburg
- Archiv des Bistums Passau
- Archiv der Evangelischen Kirche im Rheinland
- Bayerische Staatsbibliothek
- Bayerisches Hauptstaatsarchiv
- Bistumsarchiv Hildesheim
- Evangelisches Zentralarchiv in Berlin
- Generaldirektion der Staatlichen Archive Bayerns, Historisch‐Kulturwissenschaftliche Informationsverarbeitung
- Landesarchiv Baden-Württemberg
- Landeskirchliches Archiv der Evangelischen Kirche von Westfalen
- Landeskirchliches Archiv Kassel
- Landeskirchliches Archiv Schwerin
- Ludwig‐Maximilians‐Universität, Historisches Seminar, Abt. Historische Grundwissenschaften und Historische Medienkunde
- Spitalarchiv Regensburg
- Stadtarchiv Bautzen
- Stadtarchiv Nürnberg
- Stadtarchiv Speyer
- Zentralarchiv der Evangelischen Kirche der Pfalz (Protestantische Landeskirche)
- Zentralarchiv der Evangelischen Kirche in Hessen und Nassau
- Hessisches Staatsarchiv Marburg

### Schweiz
- Archiv des Klosters Einsiedeln
- Rechtsquellenstiftung des Schweizerischen Juristenvereins
- Stadtarchiv der Ortsbürgergemeinde St. Gallen
- Stiftsarchiv St. Gallen
- Staatsarchiv des Kantons Zürich

### Tschechien
- Filozofické fakulty Jihočeské univerzity v Českých Budějovicích (Philosophische Fakultät der Südböhmischen Universität in Budweis)
- Moravský zemský archiv (Mährisches Landesarchiv in Brünn)
- Národní Archív (Tschechisches Nationalarchiv in Prag)
- Národní muzeum (Nationalmuseum in Prag)
- Státní oblastní archiv v Plzni (Staatliches Regionalarchiv in Pilsen)
- Státní oblastní archiv v Třeboni (Staatliches Regionalarchiv in Třeboň)
- Univerzita Hradec Králové - Filozofická Fakulta (Philosophische Fakultät der Universität Hradec Králové)
- Ústav dějin Univerzity Karlovy a archiv Univerzity Karlovy (Geschichteinstitut und Archiv der Karls-Universität in Prag)
- Zemský archiv v Opavě (Landesarchiv in Opava)